# Telesprzedaż
Telesprzedaż – przekaz handlowy zawierający bezpośrednią ofertę sprzedaży towarów lub odpłatnego świadczenia usług, w tym nieruchomości, praw i zobowiązań.